# Cardile
Cardile is een plaats (frazione) in de Italiaanse gemeente Gioi.